# Shamlu
Shamlu désigne une tribu qizilbash d'origine turkmène implantée dans le monde iranien.

## Histoire de la Tribu des Shamlu
- Orthographe variée des noms ; Shamloo, Shamlou, Chamlou, Chamlu, Chamloo s'accompagne parfois du titre de "Beg", "Bak", Beigh" ou "Bey", par exemple : ChamlouBeigh ou ShamluBey.
- Le titre de Khan au féminin est souvent transcrit par Khanum et le titre de "Beg" par Bégum et que l'orthographe de ces mots varie selon la langue et les pays. Ce titre peut signifier empereur,roi,prince,chef de tribu,ou commandant militaire. Il n'a pas d'équivalence précise en occident.

Le titre de Agha bien que traditionnellement attribué aux hommes, a aussi été utilisé en Iran pour les dames appartenant à la noblesse.
Le titre de Khan chez les Shamlu se transmet par conseil de famille, traditionnellement de père en fils mais il s'est aussi transmis aux femmes.
Le détenteur du titre est considéré comme Le Grand de la famille, équivalent des ducs de la noblesse occidentale (en persan : Bozorg-e famil ou Bozorg-e Khanevadeh ).
Une fois octroyé à la branche familiale, il est transmis à toute la descendance (hommes et femmes)de cette branche jusqu'à son extinction et qui a pour responsabilité de veiller à la protection et au bien être de toute la tribu.
- Il y eut parfois des alliances de tribus, telles que les Ustajlu, les Ardabili, les Bigdili et les GhiaBeg (Ghiaï), dont les noms furent combinés avec celui des Shamlu.

### Période Safavide

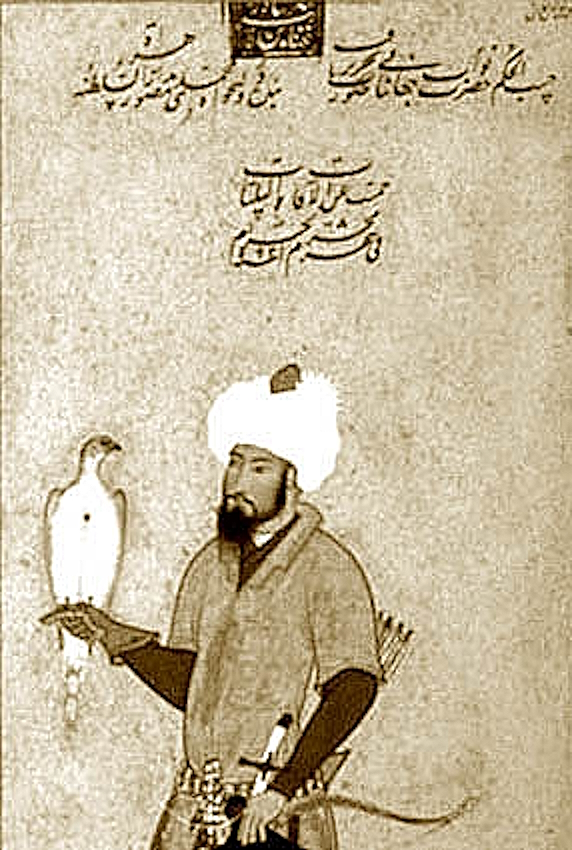
Ali Gholi Khan Shamlu

### Période Post-Safavide

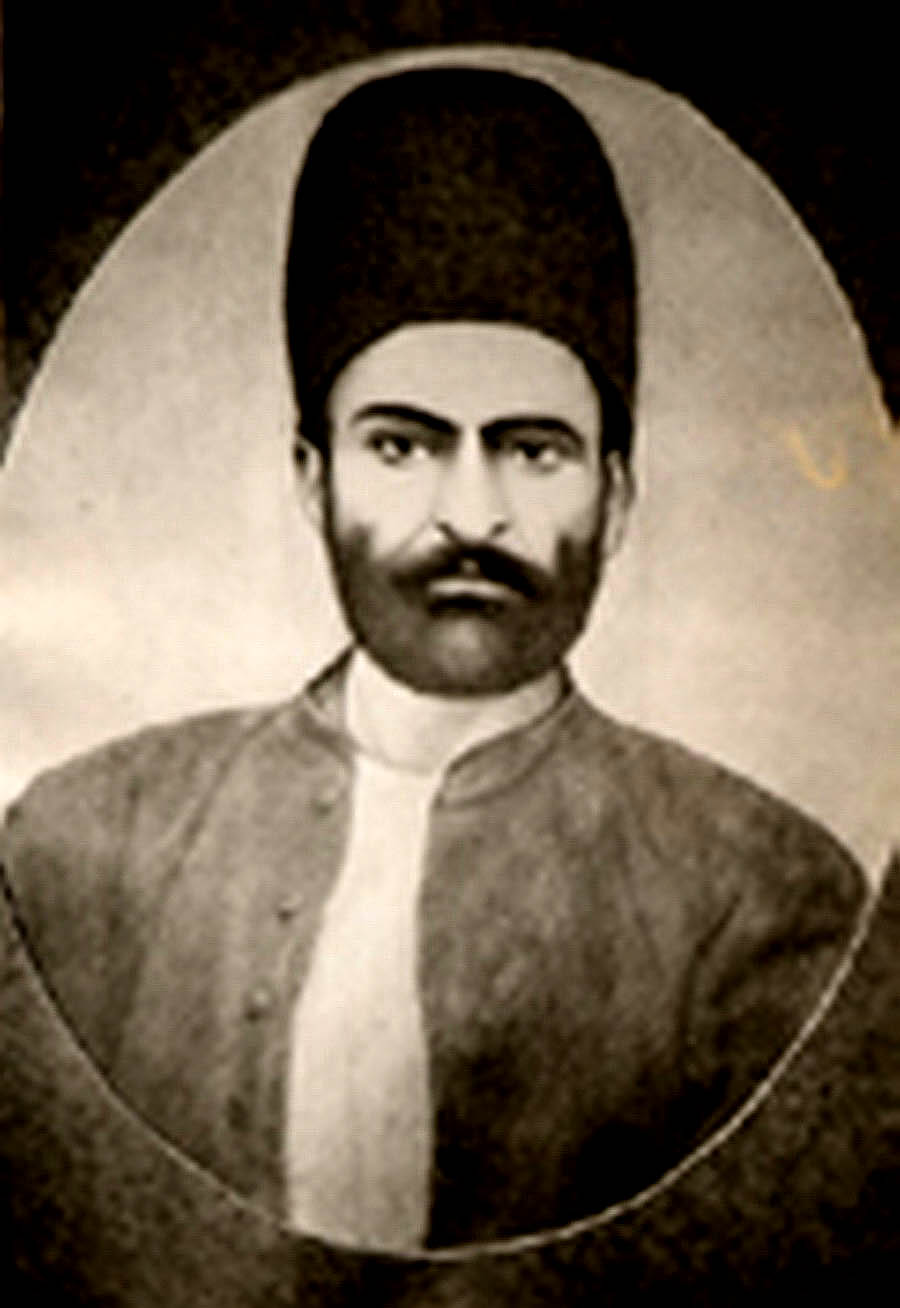
Heydar Gholi Khan Ghiaï-e Chamlou 1er

Heydar Gholi Ghiai-e Chamlou II

## Liste desKhansde la tribu des Shamlu
- Ahmad Sultan Shamlu
- Abdu Beg Shamlu (Beau-père de Ismail Ier)
- Lala Hüseyn Bey Shamlu (le plus puissant des Khans qizilbash, grand chef militaire et tuteur du Shah Ismail Ier, exécuté par le Shah Tahmasp en 1534)
- Hossein Khan Shamlu (Gouverneur de Lors Pushtkuh)
- Hasan Khan Shamlu
- Mirza Vali Khan Shamlu
- Murshid Gholi Khan Ustajlu-e Shamlu (tuteur de Abbas Ier le Grand)
- Ali Gholi Khan Shamlu (Aussi connu sous le nom de Haji Ali Qizilbash Mazandarani Gouverneur du Khorassan en 1576 et chef des armées sous le règne de Abbas Ier le Grand en 1588 )[1]
- Jauni Beg Khan Bigdeli-e Shamlu (1629)[2]
- Sinan Khan Shamlu (Ambassadeur d'Abbas Ier le Grand auprès de Rudolph II de Habsbourg)
- Muhamad Gholi Khan Bigdili-e Shamlu
- Dormish Khan Shamlu (beau-frère d'Ismail Ier et Gouverneur d'Isfahan)
- Murteza Gulu Khan Shamlu-Ardabili (créateur de l'écriture "Shekaste Nastaligh")
- Abbas Gholi Khan Shamlu-Shahsevan (Gouverneur de Hérat, 1812)
- Mu'min Khan Shamlu (1699-1707,Grand Vizir)[3]
- Mohammed Zaman Khan Shamlu (1711)
- Muhamad Ali Khan Bigdili-e Shamlu (c.1722, Grand Vizir)[4]
- Zaynal Khan Shamlu
- Heydar Gholi Khan Ghiaï-e Chamlou I
- Mirza Ali Akbar Khan Ghiaï-e Chamlou
- Manouchehr Ghiaie-e Shamloo (Gouverneur de Teheran)
- Heydar Gholi Khan Ghiaï-e Chamlou II (Architecte et Aide de Camp de la Cour Impériale d'Iran sous le règne de Mohammad Reza Pahlavi)[5]
- Farhad Khan Ghiaï-e Chamlou (n. 1957)[5]
- Parviz Khan Ghiaï-e Chamlou
- Mehdi Khan Ghiaï-e Chamlou
- Parviz Khan Ghiaï-e Chamlou
- Anahita Khanum Ghiaï-e Chamlou
- Cyrus Khan Ghiaï-e Chamlou
- Aryana Khanum Ghiaï-e Chamlou
- Cyrus Khan Ghiaï-e Chamlou
- Azita Khanum Ghiaï-e Chamlou

## Liste des membres célèbres de la tribu des Shamlu
- Ahmad Shamlou (poète, 1925-2000)
- Heydar Gholi Khan Ghiaï-e Chamlou II (Architecte et Aide de Camp de la Cour Impériale d'Iran sous le règne de Mohammad Reza Pahlavi)

## Pour aller plus loin